# Espagne aux Jeux olympiques d'été de 2016
L'Espagne participe aux Jeux olympiques d'été de 2016 à Rio de Janeiro au Brésil du 5 au 21 août 2016. Il s'agit de sa 23e participation à des Jeux olympiques d'été.

## Cérémonies d'ouverture et de clôture
L'Espagne est la 68e délégation, après la Slovénie et avant la Micronésie, à entrer dans le stade Maracanã au cours du défilé des nations durant la cérémonie d'ouverture. Le porte-drapeau de la délégation est le tennisman Rafael Nadal. Nadal, initialement, devait être porte-drapeau en 2012 à Londres mais n'avait pu défiler et participer à ces Jeux en raison d'une blessure.

## Athlétisme

### Homme

#### Course
| Athlètes            | Compétitions         | Série          | Série | Demi-Finales  | Demi-Finales | Finale          | Finale            |
| ------------------- | -------------------- | -------------- | ----- | ------------- | ------------ | --------------- | ----------------- |
| Athlètes            | Compétitions         | Temps          | Rang  | Temps         | Rang         | Temps           | Rang              |
| Bruno Hortelano     | 200 mètres           | 20 s 12        | 1er   | 20 s 16       | 4e           | Éliminé         | Éliminé           |
| Álvaro de Arriba    | 800 mètres           | 1 min 46 s 86  | 4e    | Éliminé       | Éliminé      | Éliminé         | Éliminé           |
| Kevin López         | 800 mètres           | 1 min 53 s 41  | 8e    | Éliminé       | Éliminé      | Éliminé         | Éliminé           |
| Daniel Andújar      | 800 mètres           | 1 min 48 s 50  | 4e    | Éliminé       | Éliminé      | Éliminé         | Éliminé           |
| David Bustos        | 1 500 mètres         | 3 min 39 s 73  | 7e    | 3 min 56 s 54 | 11e          | 3 min 51 s 06   | 7e                |
| Adel Mechaal        | 1 500 mètres         | 3 min 48 s 41  | 9e    | Éliminé       | Éliminé      | Éliminé         | Éliminé           |
| Ilias Fifa          | 5 000 mètres         | 13 min 30 s 23 | 9e    | NC            | NC           | Éliminé         | Éliminé           |
| Adel Mechaal        | 5 000 mètres         | 13 min 34 s 42 | 17e   | NC            | NC           | Éliminé         | Éliminé           |
| Antonio Abadía      | 5 000 mètres         | 14 min 33 s 20 | 22e   | NC            | NC           | Éliminé         | Éliminé           |
| Carles Castillejo   | Marathon             | NC             | NC    | NC            | NC           | 2 h 18 min 34 s | 49e               |
| Jesús España        | Marathon             | NC             | NC    | NC            | NC           | 2 h 20 min 08 s | 65e               |
| Orlando Ortega      | 110 mètres haies     | 13 s 32        | 1er   | 13 s 32       | 1er          | 13 s 17         | Médaille d'argent |
| Yidiel Contreras    | 110 mètres haies     | 13 s 62        | 5e    | 13 s 54       | 6e           | Éliminé         | Éliminé           |
| Sérgio Fernández    | 400 mètres haies     | 49 s 31        | 5e    | 48 s 87       | 3e           | Éliminé         | Éliminé           |
| Sebastián Martos    | 3 000 mètres steeple | 8 min 28 s 44  | 5e    | NC            | NC           | Éliminé         | Éliminé           |
| Abdelaziz Merzougui | 3 000 mètres steeple | 9 min 03 s 40  | 15e   | NC            | NC           | Éliminé         | Éliminé           |
| Fernando Carro      | 3 000 mètres steeple | 8 min 53 s 17  | 13e   | NC            | NC           | Éliminé         | Éliminé           |
| Miguel Ángel López  | 20 km marche         | NC             | NC    | NC            | NC           | 1 h 20 min 58 s | 11e               |
| Álvaro Martín       | 20 km marche         | NC             | NC    | NC            | NC           | 1 h 22 min 11 s | 22e               |
| Francisco Arcilla   | 20 km marche         | NC             | NC    | NC            | NC           | 1 h 27 min 50 s | 55e               |
| Jesús Ángel García  | 50 km marche         | NC             | NC    | NC            | NC           | 3 h 54 min 29 s | 20e               |
| Miguel Ángel López  | 50 km marche         | NC             | NC    | NC            | NC           | DNF             | /                 |
| José Ignacio Diaz   | 50 km marche         | NC             | NC    | NC            | NC           | DNF             | /                 |

#### Concours
| Athlètes             | Compétitions      | Série    | Série | Finale   | Finale  |
| -------------------- | ----------------- | -------- | ----- | -------- | ------- |
| Athlètes             | Compétitions      | Résultat | Rang  | Résultat | Rang    |
| Jean Marie Okutu     | Saut en longueur  | 7,75 m   | 20e   | Éliminé  | Éliminé |
| Pablo Torrijos       | Triple saut       | 16,11 m  | 31e   | Éliminé  | Éliminé |
| Borja Vivas          | Lancer du poids   | 20,25 m  | 14e   | Éliminé  | Éliminé |
| Carlos Tobalina      | Lancer du poids   | 19,98 m  | 17e   | Éliminé  | Éliminé |
| Frank Casañas        | Lancer du disque  | 59,96 m  | 25e   | Éliminé  | Éliminé |
| Lois Maikel Martínez | Lancer du disque  | 59,42 m  | 27e   | Éliminé  | Éliminé |
| Javier Cienfuegos    | Lancer du marteau | 68,88 m  | 27e   | Éliminé  | Éliminé |

### Femme

#### Course
| Athlètes            | Compétitions         | Série   | Série | Demi-finales | Demi-finales | Finale   | Finale  |
| ------------------- | -------------------- | ------- | ----- | ------------ | ------------ | -------- | ------- |
| Athlètes            | Compétitions         | Temps   | Rang  | Temps        | Rang         | Temps    | Rang    |
| Estela Garcia       | 200 mètres           | 23 s 43 | 6e    | Éliminé      | Éliminé      | Éliminé  | Éliminé |
| Aauri Lorena Bokesa | 400 mètres           | 53 s 51 | 6e    | Éliminé      | Éliminé      | Éliminé  | Éliminé |
| Esther Guerrero     | 800 mètres           | 2:01.85 | 3e    | Eliminé      | Eliminé      | Eliminé  | Eliminé |
| Trihas Gebre        | 10 000 mètres        | NC      | NC    | NC           | NC           | 32:09.67 | 29e     |
| Azucena Diaz        | Marathon             | NC      | NC    | NC           | NC           | 2:35:02  | 34e     |
| Alessandra Aguilar  | Marathon             | NC      | NC    | NC           | NC           | DNF      | /       |
| Estela Navascues    | Marathon             | NC      | NC    | NC           | NC           | DNF      | /       |
| Caridad Jerez       | 100 mètres haies     | 13.26   | 6e    | Eliminé      | Eliminé      | Eliminé  | Eliminé |
| Diana Martín        | 3 000 mètres steeple | 9:44.07 | 12e   | NC           | NC           | Eliminé  | Eliminé |
| Beatriz Pascual     | 20 km marche         | NC      | NC    | NC           | NC           | 1:30:24  | 8e      |
| Raquel Gonzalez     | 20 km marche         | NC      | NC    | NC           | NC           | 1:33:03  | 20e     |
| Júlia Takács        | 20 km marche         | NC      | NC    | NC           | NC           | 1:35:45  | 33e     |

#### Concours
| Athlètes    | Compétitions    | Série    | Série | Finale   | Finale        |
| ----------- | --------------- | -------- | ----- | -------- | ------------- |
| Athlètes    | Compétitions    | Résultat | Rang  | Résultat | Rang          |
| Ruth Beitia | Saut en hauteur | 1,94 m   | 1er   | 1,97 m   | Médaille d'or |

## Aviron
Légende: FA = finale A (médaille) ; FB = finale B (pas de médaille) ; FC = finale C (pas de médaille) ; FD = finale D (pas de médaille) ; FE = finale E (pas de médaille) ; FF = finale F (pas de médaille) ; SA/B = demi-finales A/B ; SC/D = demi-finales C/D ; SE/F = demi-finales E/F ; QF = quarts de finale; R= repêchage
Hommes
| Athlète                      | Compétition              | Séries        | Séries  | Repêchage     | Repêchage | Demi-finales  | Demi-finales  | Finale        | Finale        |
| Athlète                      | Compétition              | Temps         | Rang    | Temps         | Rang      | Temps         | Rang          | Temps         | Rang          |
| ---------------------------- | ------------------------ | ------------- | ------- | ------------- | --------- | ------------- | ------------- | ------------- | ------------- |
| Álex Sigurbjörnsson Pau Vela | Deux sans barreur hommes | 6 min 54 s 26 | 5e R    | 6 min 40 s 47 | 4e        | Non qualifiés | Non qualifiés | Non qualifiés | Non qualifiés |
| Anna Boada Aina Cid          | Deux sans barreur femmes | 7 min 12 s 00 | 2e SA/B | exempt        | exempt    | 7 min 30 s 79 | 3e FA         | 7 min 35 s 22 | 6e            |

## Badminton
| Athlète        | Compétition   | Phase de groupes      | Phase de groupes            | Phase de groupes | Phase de groupes | 1/8 de finale    | Quarts de finale      | Demi-finales        | Finale                              | Finale      |
| Athlète        | Compétition   | Adversaire Score      | Adversaire Score            | Adversaire Score | Rang             | Adversaire Score | Adversaire Score      | Adversaire Score    | Adversaire Score                    | Rang        |
| -------------- | ------------- | --------------------- | --------------------------- | ---------------- | ---------------- | ---------------- | --------------------- | ------------------- | ----------------------------------- | ----------- |
| Pablo Abián    | Simple hommes | bat Yu 21-12, 21-10   | battu par Hu 18-21, 19-21   | Exempt           | 2e Gr. D         | Éliminé          | Éliminé               | Éliminé             | Éliminé                             | Éliminé     |
| Carolina Marín | Simple dames  | bat Vainio 21-6, 21-4 | bat Kjærsfeldt 21-16, 21-13 | Exempte          | 1re Gr. A        | Exempte          | bat Sung 21-12, 21-16 | bat Li 21-14, 21-16 | bat P.V. Sindhu 19-21, 21-12, 21-15 | · 1re place |

## Basket-ball

### Tournoi masculin
La sélection masculine espagnole se qualifie en remportant le Championnat d'Europe de basket-ball 2015.

### Tournoi féminin
La sélection féminine espagnole se qualifie en terminant dans le top 5 du Tournoi préolympique de basket-ball féminin 2016.

## Canoë-kayak

### Slalom
|                   | Compétition | Éliminatoires | Éliminatoires | Éliminatoires | Éliminatoires | Éliminatoires | Éliminatoires | Demi-finales | Demi-finales | Finale   | Finale    |
| Course 1          | Compétition | Rang          | Course 2      | Rang          | Total         | Rang          | Résultat      | Rang         | Résultat     | Rang     |           |
| ----------------- | ----------- | ------------- | ------------- | ------------- | ------------- | ------------- | ------------- | ------------ | ------------ | -------- | --------- |
| Ander Elosegi     | C1 hommes   | 97 s 33       | 4e            | 102 s 39      | 11e           | 97 s 33       | 8e Q          | 97 s 93      | 2e Q         | 101 s 27 | 8e        |
| Maialen Chourraut | K1 femmes   | 155 s 43      | 21e           | 106 s 47      | 9e            | 106 s 47      | 11e Q         | 101 s 83     | 3e Q         | 98 s 65  | 1re place |

## Cyclisme

### Cyclisme sur route
| Athlète                      | Compétition      | Temps           | Rang    |
| ---------------------------- | ---------------- | --------------- | ------- |
| Jonathan Castroviejo Nicolas | Course en ligne  | Abandon         | Abandon |
| Jonathan Castroviejo Nicolas | Contre-la-montre | 1 h 13 min 21 s | 4e      |
| Ion Izagirre                 | Course en ligne  | Abandon         | Abandon |
| Ion Izagirre                 | Contre-la-montre | 1 h 14 min 21 s | 8e      |
| Joaquim Rodríguez            | Course en ligne  | 6 h 10 min 27 s | 5e      |
| Alejandro Valverde Belmonte  | Course en ligne  | 6 h 19 min 43 s | 30e     |
| Imanol Erviti                | Course en ligne  | Abandon         | Abandon |

Femmes
| Athlète         | Compétition      | Temps           | Rang |
| --------------- | ---------------- | --------------- | ---- |
| Ane Santesteban | Course sur route | 4 h 02 min 59 s | 47e  |

### Cyclisme sur piste
Vitesse
| Athlète                  | Compétition                 | Qualification | Qualification | 1er tour                 | Repêchages 1             | 2e tour                  | Repêchages 2             | Quarts de finale         | Demi-finales             | Finale                   | Finale |
| Athlète                  | Compétition                 | Temps Vitesse | Rang          | Adversaire Temps Vitesse | Adversaire Temps Vitesse | Adversaire Temps Vitesse | Adversaire Temps Vitesse | Adversaire Temps Vitesse | Adversaire Temps Vitesse | Adversaire Temps Vitesse | Rang   |
| ------------------------ | --------------------------- | ------------- | ------------- | ------------------------ | ------------------------ | ------------------------ | ------------------------ | ------------------------ | ------------------------ | ------------------------ | ------ |
|                          | Vitesse individuelle hommes |               |               |                          |                          |                          |                          |                          |                          |                          |        |
|                          | Vitesse individuelle femmes |               |               |                          |                          |                          |                          |                          |                          |                          |        |
| Tania Calvo Helena Casas | Vitesse par équipes femmes  |               |               | NC                       | NC                       | NC                       | NC                       | NC                       | NC                       |                          |        |

Keirin
| Athlète | Compétition   | 1er tour | Repêchage | 2e tour | Finale |
| Athlète | Compétition   | Rang     | Rang      | Rang    | Rang   |
| ------- | ------------- | -------- | --------- | ------- | ------ |
|         | Keirin femmes |          |           |         |        |

### VTT
| Athlète       | Compétition              | Temps | Rang |
| ------------- | ------------------------ | ----- | ---- |
| Carlos Coloma | Cross-country VTT hommes |       |      |
|               | Cross-country VTT hommes |       |      |
|               | Cross-country VTT hommes |       |      |

## Handball

### Qualification
La sélection féminine espagnole se qualifie en terminant deuxième du Championnat d'Europe féminin de handball 2014. Initialement seule la place de gagnant, qui revient à la Norvège, permet une qualification olympique. Cependant, la Norvège remporte le Championnat du monde féminin de handball 2015, ce qui permet à ce pays de se qualifier aux Jeux olympiques par ce biais. La place européenne revient donc à l'Espagne.

## Hockey sur gazon

### Tournoi masculin
L'équipe d'Espagne de hockey sur gazon gagne sa place pour les Jeux via la Ligue mondiale de hockey sur gazon masculin 2014-2015.

### Tournoi féminin
L'équipe d'Espagne de hockey sur gazon féminin gagne sa place pour les Jeux via la Ligue mondiale de hockey sur gazon féminin 2014-2015.
Effectif
Sélectionneur : Adrian Lock
1. María López (GK)
2. Rocío Gutiérrez
3. Rocío Ybarra (C)
4. Carlota Petchamé
5. Carola Salvatella
6. María López
7. Berta Bonastre
8. Cristina Guinea
9. Lola Riera
10. Xantal Giné
11. Beatriz Pérez
12. Gloria Comerma
13. Georgina Oliva
14. Begoña García
15. Alicia Magaz
16. Lucía Jiménez Vicente

## Natation

### Natation sportive
| Athlète                                                      | Épreuve         | Séries           | Séries | Demi-finales  | Demi-finales | Finale        | Finale                              |
| Athlète                                                      | Épreuve         | Temps            | Rang   | Temps         | Rang         | Temps         | Rang                                |
| ------------------------------------------------------------ | --------------- | ---------------- | ------ | ------------- | ------------ | ------------- | ----------------------------------- |
| Judit Ignacio                                                | 100 m papillon  | 59 s 61          | 30e    | Éliminée      | Éliminée     | Éliminée      | Éliminée                            |
| Mireia Belmonte Garcia                                       | 400 m 4 nages   | 4 min 32 s 75    | 2e Q   | NC            | NC           | 4 min 32 s 39 | Médaille de bronze, Jeux olympiques |
| María Vilas Vidal                                            | 400 m 4 nages   | 4 min 42 s 52    | 19e    | NC            | NC           | Éliminée      | Éliminée                            |
| Fátima Gallardo Marta González Patricia Castro Melania Costa | 4 × 100 m libre | 3 min 40 s 46 RN | 13e    | NC            | NC           | Éliminée      | Éliminée                            |
| Duane Da Rocha                                               | 100 m dos       | 1 min 00 s 87    | 15e Q  | 1 min 00 s 85 | 15e          | Éliminée      | Éliminée                            |

| Joan Lluís Pons | 400 m 4 nages | 4 min 13 s 55 RN | 8e  | NC | NC | 4 min 16 s 58 | 8e      |         |         |
| Miguel Durán    | 400 m libre   | 3 min 53 s 40    | 37e | NC | NC | Éliminé       | Éliminé | Éliminé | Éliminé |

#### Qualification
Le relais espagnol du 4 × 200 m nage libre masculin est le seul à se qualifier car étant le seul relais à s'être classé parmi les douze premiers des Championnats du monde de natation 2015.

## Rugby à sept

### Tournoi masculin
L'équipe d'Espagne de rugby à sept se qualifie pour les Jeux en remportant le tournoi olympique qualificatif en juin 2016.
Effectif
Sélection :
- Ignacio Martín
- Matías Tudela
- Iñaki Villanueva
- Pablo Feijoo
- Ángel López
- Marcos Poggi
- César Sempere
- Igor Genua
- Joan Losada
- Pol Pla
- Javier Carrión

Entraîneur principal : José Ignacio Incháusti
Phase de poules
| Rang | Pays           | J | V | N | D | Pm | Pe | Diff | Pts |
| ---- | -------------- | - | - | - | - | -- | -- | ---- | --- |
| 1    | Afrique du Sud | 3 | 2 | 0 | 1 | 55 | 12 | +43  | 7   |
| 2    | France         | 3 | 2 | 0 | 1 | 57 | 45 | +12  | 7   |
| 3    | Australie      | 3 | 2 | 0 | 1 | 52 | 48 | +4   | 7   |
| 4    | Espagne        | 3 | 0 | 0 | 3 | 17 | 76 | -59  | 3   |

|  | Qualifié pour les quarts de finale    |
|  | Qualifié pour le classement de 9 à 12 |

Le détail des rencontres de poule de l'équipe est le suivant :
| 9 août 2016 11 h 30 UTC-3 | Afrique du Sud                                                                               | 24 - 0 (14 - 0) | Espagne | stade de Deodoro, Rio de Janeiro |
| 9 août 2016 11 h 30 UTC-3 | Essai(s) : Afrika (1re, 7e), Senatla (8e), Snyman (12e) Transformation(s) : Afrika (1re, 7e) |                 |         | stade de Deodoro, Rio de Janeiro |
| 9 août 2016 11 h 30 UTC-3 |                                                                                              |                 |         | stade de Deodoro, Rio de Janeiro |

| 9 août 2016 16 h UTC-3 | Australie                                                                                                | 26 - 12 (14 - 12) | Espagne                                                      | stade de Deodoro, Rio de Janeiro |
| 9 août 2016 16 h UTC-3 | Essai(s) : Clark (1re), Parahi (7e), Porch (8e), Foley (14e) Transformation(s) : Stannard (1re, 7e, 14e) |                   | Essai(s) : Poggi (2e, 4e) Transformation(s) : Hernández (4e) | stade de Deodoro, Rio de Janeiro |
| 9 août 2016 16 h UTC-3 | |                   |                                                              | stade de Deodoro, Rio de Janeiro |

| 10 août 2016 11 h UTC-3 | France | 26 - 5 | Espagne | stade de Deodoro, Rio de Janeiro |
| 10 août 2016 11 h UTC-3 |        |        |         | stade de Deodoro, Rio de Janeiro |
| 10 août 2016 11 h UTC-3 |        |        |         | stade de Deodoro, Rio de Janeiro |

### Tournoi féminin
Effectif
Entraîneur principal : José Antonio Barrio
| Arrières | Arrières        | Avants | Avants            |
| -------- | --------------- | ------ | ----------------- |
| 4        | Patricia García | 1      | Berta García      |
| 7        | Bárbara Pla     | 2      | Paula Medín       |
| 9        | María Casado    | 3      | Ángela del Pan    |
| 10       | Vanesa Rial     | 5      | Marina Bravo      |
| 11       | Iera Echevarría | 6      | Elisabet Martínez |
|          |                 | 8      | Amaia Erbina      |
|          |                 | 12     | María Ribera      |

Phase de poules
| Rang | Pays             | J | V | N | D | Pm  | Pe  | Diff | Pts |
| ---- | ---------------- | - | - | - | - | --- | --- | ---- | --- |
| 1    | Nouvelle-Zélande | 3 | 3 | 0 | 0 | 109 | 12  | +97  | 9   |
| 2    | France           | 3 | 2 | 0 | 1 | 71  | 40  | +31  | 7   |
| 3    | Espagne          | 3 | 1 | 0 | 2 | 31  | 65  | -34  | 5   |
| 4    | Kenya            | 3 | 0 | 0 | 3 | 17  | 111 | -94  | 3   |

|  | Qualifié pour les quarts de finale    |
|  | Qualifié pour le classement de 9 à 12 |

Le détail des rencontres de poule de l'équipe est le suivant :
| 6 août 2016 11 h UTC-3 | France | 24 - 7 (12 - 0) | Espagne                                                        | stade de Deodoro, Rio de Janeiro |
| 6 août 2016 11 h UTC-3 | Essai(s) : Grassineau (3e), Guérin (7e), Ladagnous (9e), Guiglion (13e) Transformation(s) : Biscarat (3e, 9e) |                 | Essai(s) : P. García (11e) Transformation(s) : P. García (11e) | stade de Deodoro, Rio de Janeiro |
| 6 août 2016 11 h UTC-3 | |                 |                                                                | stade de Deodoro, Rio de Janeiro |

| 6 août 2016 16 h 30 UTC-3 | Nouvelle-Zélande | 31 - 5 (12 - 0) | Espagne                 | stade de Deodoro, Rio de Janeiro |
| 6 août 2016 16 h 30 UTC-3 | Essai(s) : Woodman (2e), McAlister (3e, 12e), Nathan-Wong (8e), Fitzpatrick (14e) Transformation(s) : Nathan-Wong (3e, 8e, 14e) |                 | Essai(s) : Casado (11e) | stade de Deodoro, Rio de Janeiro |
| 6 août 2016 16 h 30 UTC-3 | |                 |                         | stade de Deodoro, Rio de Janeiro |

| 7 août 2016 11 h UTC-3 | Espagne                                                                       | 19 - 10 (5 - 5) | Kenya                              | stade de Deodoro, Rio de Janeiro |
| 7 août 2016 11 h UTC-3 | Essai(s) : Pla (1re), Bravo (9e, 12e) Transformation(s) : P. García (9e, 12e) |                 | Essai(s) : Nziwa (6e), Okelo (14e) | stade de Deodoro, Rio de Janeiro |
| 7 août 2016 11 h UTC-3 |                                                                               |                 |                                    | stade de Deodoro, Rio de Janeiro |

Quarts de finale
| 7 août 2016 17 h UTC-3 | Australie | 24 - 0 | Espagne | stade de Deodoro, Rio de Janeiro |
| 7 août 2016 17 h UTC-3 |           |        |         | stade de Deodoro, Rio de Janeiro |
| 7 août 2016 17 h UTC-3 |           |        |         | stade de Deodoro, Rio de Janeiro |

## Tir à l'arc
| Athlète                                                  | Compétition | Tour préliminaire | Tour préliminaire | 1er tour                            | 2e tour                       | 3e tour                           | Quarts de finale | Demi-finales     | Match pour la médaille de bronze | Match pour la médaille de bronze | Finale           | Finale |
| Athlète                                                  | Compétition | Score             | Rang              | Adversaire Score                    | Adversaire Score              | Adversaire Score                  | Adversaire Score | Adversaire Score | Adversaire Score                 | Rang                             | Adversaire Score | Rang   |
| -------------------------------------------------------- | ----------- | ----------------- | ----------------- | ----------------------------------- | ----------------------------- | --------------------------------- | ---------------- | ---------------- | -------------------------------- | -------------------------------- | ---------------- | ------ |
| Juan Ignacio Rodríguez                                   | Individuel  | 678               | 10e               | Bat Muhammad Akmal Nor Hasrin 6 - 0 | Bat Robin Ramaekers 6 - 0     | Battu par Takaharu Furukawa 3 - 7 | Non qualifié     | Non qualifié     | Non qualifié                     | Non qualifié                     | Non qualifié     | 14e    |
| Antonio Fernández                                        | Individuel  | 657               | 35e               | Bat Kao Hao-wen 6 - 0               | Bat David Pasqualucci 6 - 2   | Battu par Taylor Worth 3 - 7      | Non qualifié     | Non qualifié     | Non qualifié                     | Non qualifié                     | Non qualifié     | 11e    |
| Miguel Alvariño                                          | Individuel  | 651               | 44e               | Bat Lucas Daniel 6 - 0              | Battu par Lee Seung-yun 7 - 1 | Non qualifié                      | Non qualifié     | Non qualifié     | Non qualifié                     | Non qualifié                     | Non qualifié     | 17e    |
| Juan Ignacio Rodríguez Antonio Fernández Miguel Alvariño | Par équipes | 1986              | 8e                | Battu par Pays-Bas 5 - 1            | Non qualifié                  | Non qualifié                      | Non qualifié     | Non qualifié     | Non qualifié                     | Non qualifié                     | Non qualifié     | 11e    |

| Athlète        | Compétition | Tour préliminaire | Tour préliminaire | 1er tour                       | 2e tour          | 3e tour          | Quarts de finale | Demi-finales     | Match pour la médaille de bronze | Match pour la médaille de bronze | Finale           | Finale |
| Athlète        | Compétition | Score             | Rang              | Adversaire Score               | Adversaire Score | Adversaire Score | Adversaire Score | Adversaire Score | Adversaire Score                 | Rang                             | Adversaire Score | Rang   |
| -------------- | ----------- | ----------------- | ----------------- | ------------------------------ | ---------------- | ---------------- | ---------------- | ---------------- | -------------------------------- | -------------------------------- | ---------------- | ------ |
| Adriana Martín | Individuel  | 630               | 32e               | Battue par Le Chien-ying 2 - 6 | Non qualifié     | Non qualifié     | Non qualifié     | Non qualifié     | Non qualifié                     | Non qualifié                     | Non qualifié     | 49e    |

## Triathlon

### Qualification
Javier Gómez se qualifie pour l'épreuve masculine grâce à sa victoire à l'épreuve mondiale de qualification olympique disputée en août 2015.

## Water-polo

### Tournoi masculin
L'équipe d'Espagne de water-polo masculin se qualifie pour les Jeux en terminant dans le top 4 du tournoi de qualification olympique en avril 2016.

### Tournoi féminin
L'équipe d'Espagne de water-polo féminin se qualifie pour les Jeux en terminant quatrième du tournoi de qualification olympique en mars 2016.